# GO (album Girugamesh)
GO – piąty album zespołu Girugamesh wydany 26 stycznia 2011 roku w Japonii i 4 lutego 2011 w Europie. Zostały wydane dwie edycje albumu: regularna (CD), limitowana (2CD + DVD), która zawierała teledyski do "COLOR" i "Inochi no Ki", "G-TRAVEL 2010 SUMMER" i podsumowanie z "Ura-Girugamesh" w 2010 roku.

## Lista utworów
Regularna edycja
| Nr  | Tytuł                         | Czas |
| --- | ----------------------------- | ---- |
| 1.  | "Opening"                     | 1:30 |
| 2.  | "destiny"                     | 4:44 |
| 3.  | "EXIT"                        | 3:48 |
| 4.  | "MISSION CODE"                | 3:36 |
| 5.  | "COLOR"                       | 4:17 |
| 6.  | "13 days"                     | 4:18 |
| 7.  | "Mienai Kyori" (見えない距離) | 5:22 |
| 8.  | "Saikai" (再会)               | 5:28 |
| 9.  | "Calling"                     | 3:45 |
| 10. | "Never ending story"          | 4:33 |
| 11. | "Inochi no Ki" (イノチノキ)   | 5:07 |

Limitowana edycja
| Nr | Tytuł                         | Czas |
| -- | ----------------------------- | ---- |
| 1. | "Opening"                     | 1:30 |
| 2. | "destiny"                     | 4:44 |
| 3. | "EXIT"                        | 3:48 |
| 4. | "COLOR"                       | 4:17 |
| 5. | "MISSION CODE"                | 3:36 |
| 6. | "Mienai Kyori" (見えない距離) | 5:22 |
| 7. | "Saikai" (再会)               | 5:28 |
| 8. | "Never ending story"          | 4:33 |
| 9. | "Inochi no Ki" (イノチノキ)   | 5:07 |

| Nr  | Tytuł                | Czas |
| --- | -------------------- | ---- |
| 1.  | "now (intro)"        |      |
| 2.  | "bit crash"          |      |
| 3.  | "NO MUSIC NO REASON" |      |
| 4.  | "Endless wing"       |      |
| 5.  | "Suiren" (睡蓮)      |      |
| 6.  | "CRAZY FLAG"         |      |
| 7.  | "Dance Rock Night"   |      |
| 8.  | "driving time"       |      |
| 9.  | "DIRTY STORY"        |      |
| 10. | "Break Down"         |      |
| 11. | "shining"            |      |
| 12. | "arrow"              |      |

Dysk trzeci (DVD)
| Nr | Tytuł                                  | Czas |
| -- | -------------------------------------- | ---- |
| 1. | "COLOR [PV]"                           |      |
| 2. | "Inochi no Ki [PV]"                    |      |
| 3. | "FALL TOUR 2010[Documentary]"          |      |
| 4. | ""G-TRAVEL 2010 in SUMMER"             |      |
| 5. | "Summarizing "Ura-girugamesh" in 2010" |      |